# Schöllenenbahn

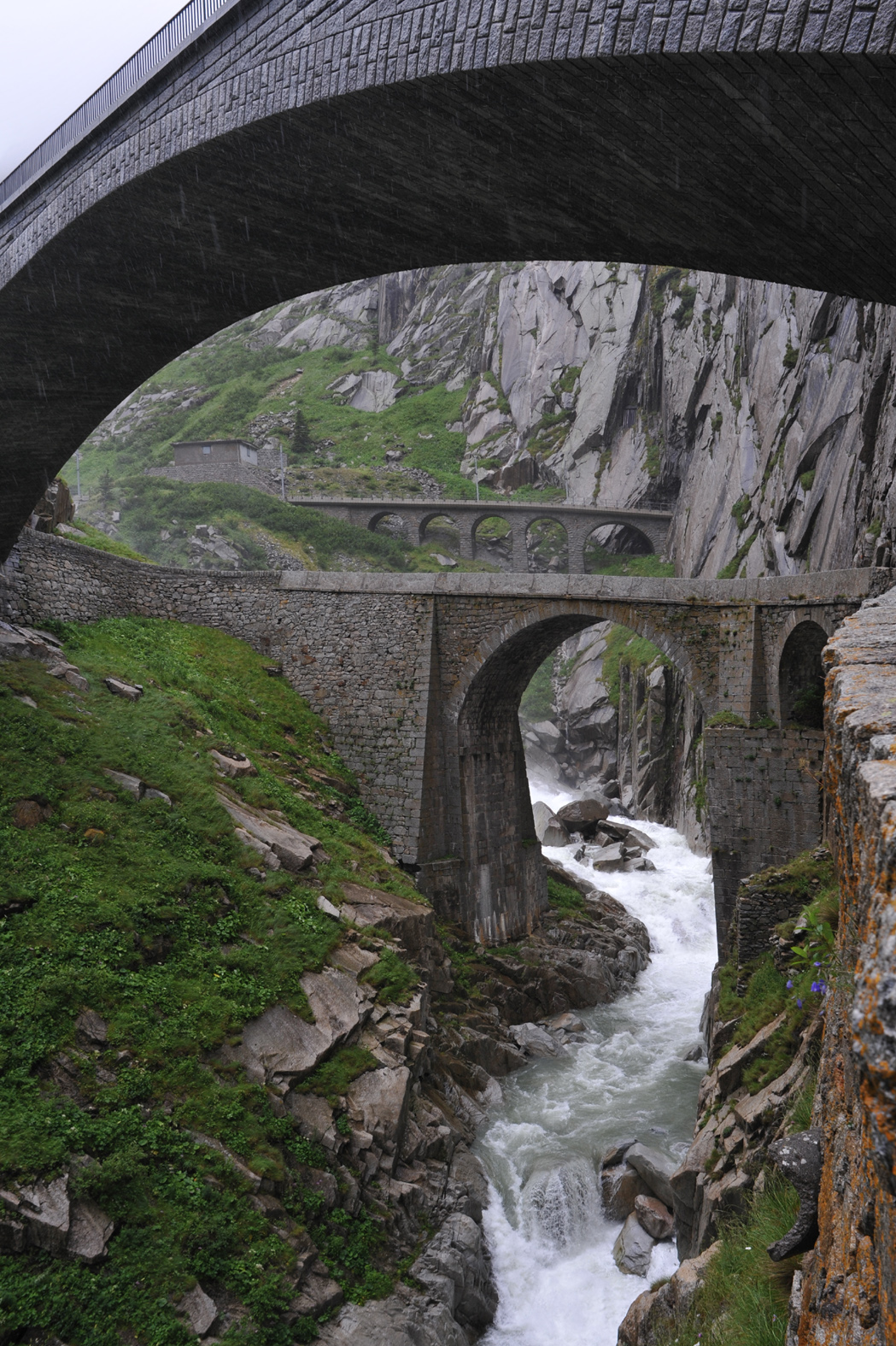
Mosty v kaňonu Uri
(poslední železniční)

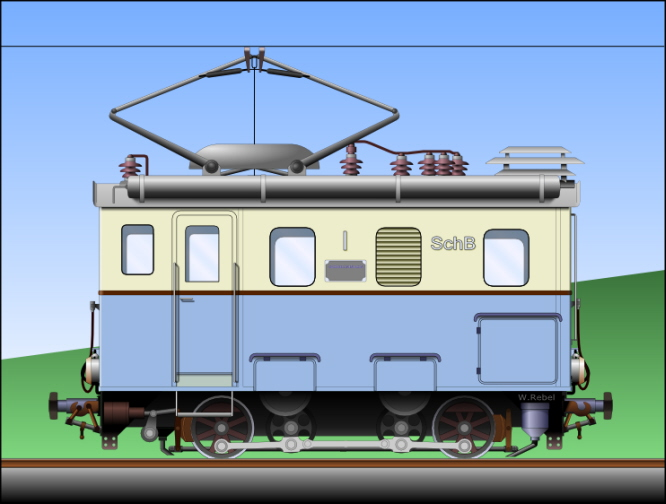
Barevné provedení lokomotiv Schöllenenbahn, lokomotiva HGe 2/2

Schöllenenbahn (ve zkratce SchB) je jedna z krátkých ozubnicových železnic ve Švýcarsku v kantonu Uri. Postupným slučováním společností, nejprve s Furka-Oberalp-Bahn, je v současnosti tato železnice ve správě Matterhorn Gotthard Bahn.
Železnice je spojkou mezi tratěmi Furka-Oberalp-Bahn z městečka Andermatt do Göschenenu s přestupem na železnici SBB. Trať s rozchodem 1000 mm byla otevřena v roce 1917 s použitím Abtovy ozubnice a maximálním sklonem tratě 179 ‰. Z důvodu ochrany tratě před sněhem je téměř celá kryta sněhovými galeriemi. Z důvodu ceny uhlí v době zprovoznění, byla tato vystavěna jako elektrifikovaná stejnosměrným napětím 1,2 kV. V roce 1941 byla trakce změněna na střídavé napětí 11,5 kV.
V roce 1961 byla Schöllenenbahn fúzována do společnosti Furka Oberalp Bahn.

## Historie 1890–1919
Již při plánování železniční třatě Gotthardbahn se uvažovalo, že tato trať povede přes Urserental a trať povede tunelem k Andermattu. Vzhledem k vysokým stavebním nákladům byl tento projekt se smyčkou zrušen a trať od Göschenenu pokračovala přímým tunelem. V roce 1890 předložil inženýr Bernu Grussy projekt úzkorozchodné železnice kaňonem Schöllenen.
Stejně jako v jiných případech, tak i tento byl poznamenán finančními potížemi. V roce 1903 inženýr Richard Zschokke, spolu se společnostmi Gribi & Hasler v Burgdorfu a Rothacker v St. Imieru a inženýr Gasser podali žádost o koncesi na stavbu úzkorozchodná ozubnicové železnice se Strubovým systémem z Göschenenu do Andermattu. Na trati bylo projektováno stoupání až 210 ‰. Koncese byla vydána 24. června 1904. Brzy však vznikly problémy s vojenským, přírodními a kulturními úřady v Göschenenu. Oblast Gotthardu již dost trpěla výstavbou tunelu Gotthard, od roku 1882. Dne 24. června 1912 byla v Altdorfu založena nová společnost.
Stejně jako u mnoha jiných železničních projektů, bylo pro soukromou společnost obtížné zajistit dostateční financování. S pomoci firmy Brown-Boveri v Badenu, a konsorciu bank bylo dosaženo potřebného finančního zajištění pro Schöllenenbahn. Řízení stavby bylo převedeno na inženýra Zschokke. Úkolem bylo vybudovat v náročném terénu elektrickou železnici s ozubnicovým provozem přes propasti Göschenen Schöllenental až do výše Urseren Andermatt. Stavba zahrnovala tři dlouhé tunely, tři kamenné mosty a dlouhé lavinové galerie.
Na dodávku stejnosměrného proudu, potřebného pro provoz, s napětím 1,2 kV byla sjednána smlouva s elektrárnou Altdorf, a stavba byla dne 23. května 1913 zahájena. S ohledem na trať Brig-Furka-Disentis byl pro ozubnici vybrán Abtův ozubnicový systém. Od začátku bylo plánováno propojení obou tratí za účelem snazšího přechodu vozidel od jedné společnosti k druhé.
Na postupu výstavby se nepříznivě podílelo několik faktorů. Špatné počasí a nepředvídatelný nedostatek pracovních sil měl za následek odložení zahájení stavby až do roku 1913 ve stanici Andermatt. Vypuknutí 1. světové války v létě roku 1914 přineslo další komplikace v průběhu stavby, až do tohoto roku pracovalo na stavbě téměř 600 zaměstnanců.
V září téhož roku bylo vojenskými orgány vydáno povolení, že na stavbě může pracovat pouze 50 až 70 zaměstnanců. Ani v roce 1915 stavební práce nepokračovaly lépe. Postup na různých částech stavby byl velmi odlišný. Kamenné mosty byly hotovy až po most v lese, kde stále chyběly dva oblouky, každý s rozpětím 6 m. Dva železné mosty čekaly na položení kolejí. Mnohé práce byly prováděny i v zimě 1915–1916 (zejména u stanice Andermatt Uri). Vzhledem k tomu, se vlak ukázal jako prostředek dopravy strategického významu, dohlížel na stavbu i generální štáb, který byl původně proti výstavbě ale nakonec armáda stavbu aktivně podporovala. S aktivní pomocí armády, byl projekt nakonec dokončen.
Během války se však nekonalo velké slavnostní zahájení. Dráha byla dne 11. července 1917 otevřena s omezeným provozem a to z důvodu překročení finančních nákladů při průtahu stavby.
Původně byl v koncesi plánován pouze letní provoz dráhy, ale vzhledem k poskytnuté dotaci federální vlády v zimě 1917/1918 a 1918/1919 byl provoz trvalý. Po válce byla trať využívána pro vojenské transporty, poválečná turistika však nebyla nijak výrazná.
Potíže činil zimní provoz v Schöllenenském průsmyku. Na podzimu roku 1919 napadlo neobvykle velké množství sněhu, což způsobilo velké komplikace. Náklady na odklízení sněhu a zatížení strojů bylo tak velké, že železniční provoz byl 25. prosince 1919 zastaven úplně. Následující den převzala Švýcarská federální pošta přepravu osob a zavazadel jako před dokončením tratě.

## Vozový park
Lokomotivy SchB HGe 2/2 1-4 dodané v roce 1916 a vyřazeny v roce 1980–1985. Tyto lokomotivy byly přestavěny po změně trakčního napájení. SchB CDeh 2/4 elektrické motorové vozy, nasazeny v roce 1941. Pro osobní přepravu byly v letech 1956–1968 používány vozy ABF 31 a 32 s oddílem pro zavazadla a v letech 1959–1967 osobní vozy AB 21 a 23. Další používané vozy: AB 24, ABF 31, BCFt 30. Po sloučení s FO byly vozy z bílo-modrého provedení přebarveny na standardní červenou. Další vozy: ABs 4101, BDs 4181.